# 白河沈氏宗祠
白河沈氏宗祠位於臺灣臺南市白河區三間厝，為沈氏家族的宗祠，該建築於民國92年（2003年）1月22日公告為歷史建築。宗祠的歷史若依據據說曾存有的進士匾來推斷，則在清乾隆四十六年（1781年）已存在:2-20。不過《台南縣歷史建築白河沈氏宗祠修復及再利用調查研究》等書因未查到當地或沈氏原籍有進士記錄，而依據「孝思堂匾」將創立年代推定在嘉慶五年（1800年）左右:2-20。沈氏宗祠原為五開間建築，日治時期重修後成為現在的三開間建築:2-20。

## 沿革
白河沈氏宗祠據說原有收藏清乾隆四十六年（1781年）的「進士匾」，但已失竊，現存有嘉慶五年（1800年）的「孝思堂」匾。一般以進士匾之年代推斷宗祠建於乾隆四十六年（1781年），但《台南縣歷史建築白河沈氏宗祠修復及再利用調查研究》及黃明雅《南瀛歷史建築誌‧白河沈氏宗祠》等書因為沒有查到有三間厝沈家中過進士的文獻紀錄而對此保留，以「孝思堂」匾的落款推為創立年代:2-20。
該宗祠原為五開間建築，有燕尾脊，但燕尾即與兩側稍間可能在日治時期明治三十九年（1906年）因地震之故而毀壞，之後於明治四十二年（1909年）重修成今三開間格局。又過了三年之後（1912年），宗祠登記為「沈世里祭祀公業」，由沈白、沈求與沈文池擔任管理人。在昭和五年（1930年）的新營地震中宗祠可能再次因地震受損，故於昭和八年（1933年）時進行整修。昭和十九年（1944年）時祭祀公業改由38人持分共有並共同管理宗祠。然而沈家宗祠的祭祀公業約在日治時期中葉到二次大戰之間解散，在二次大戰之後不再一同舉行祭祀儀式。
二次大戰後，由於宗祠在沒有管理委員會的情況下是由祠後田產的佃租者負責，承租者不須交租，只要負責清掃宗祠與上香即可。鄉紳邱瑞寅曾於民國40年（1951年）商借在沈氏宗祠設立私塾教授漢文，借用到民國四十二年（1953年）為止:2-21。而後隔年宗祠又為沈章成借來放置已裝袋的收成稻穀。民國五十三年（1964年）時宗祠又到白河大地震影響而受創，部分木結構變形。到了民國七十年（1981年）時，沈有興借用宗祠作為木材加工廠，期間曾協助維護宗祠，更換過5、6根腐朽的樑木。民國九十年（2001年）為了古蹟或歷史建築的申請，沈有興配合環境需要而將木工場遷離。
由於921大地震的關係，宗祠結構受損更加嚴重，臺南縣政府文化局遂於2002年5月邀學者專家會勘，之後文建會來函表示若沈氏宗祠列為古蹟的話可補助500萬修繕經費，而僅列為歷史建築的話則補助款只有一半。南縣文化局在該年8月28日召開審查會後於隔年1月22日將宗祠公告為歷史建築，而宗祠代表沈麗祥在8月時簽署自籌配合款250萬元同意書後，臺南縣政府便於該年12月委託曾文吉建築師事務所負責修復設計與監造事宜，而2004年2月出版了委託樹德科技大學進行的調查研究。宗祠的修復工程最後在2004年3月15日時動工，2005年9月8日竣工，不過該期工程主要僅修復主結構，不包括彩繪部分，臺南縣政府因此在2006年6月再次向文建會申請補助。工程於2008年1月完工。

## 沈氏家族
三間厝沈家祖籍福建省漳州府南靖縣，其福建開基祖為「廷輔公」，傳數代之後到「萬七郎」，因在宋理宗時期（1224年－1264年）遷到「永定塘背」而為永定塘背開基祖:2-12。而從萬七郎起算起的第八世「永達公」為南靖象溪開基祖，第九世「義正公」為梅坪開基祖，第十世「萬全公」為竹溪開基祖，三地均位於南靖縣。而基於陳運棟指出永定縣為純客縣，南靖縣部分為客家人的論點，祖先曾居住在永定、南靖的三間厝沈氏可能為客家人:2-12。不過《台南縣歷史建築白河沈氏宗祠修復及再利用調查研究》一書也表示，沈氏家族基本上僅能說有可能是客家人，或是福佬客，因為相關證據不夠充分，且該家族目前並無任何客家習俗存留:2-13。此外傳統客家宗祠會在後方設置「化胎」，為一高起的土丘，有靠背、靠山的含意，但沈氏宗祠後面雖留設空地，但並未設有化胎:3-8。
而據譜系記載，三間厝沈家開臺祖為從「萬七郎」算起的第十五世的「肇卜公」（1695年－1775年）與肇藩、肇刊、肇符四位:2-15。他們約在清康熙或雍正年間來臺，不過三間厝沈氏全為「肇卜公」之後代，其他三位為何無傳的原因則不明。

## 建築
沈氏宗祠現為三開間建築，共十五架楹，空間分為步口（簷廊）、明間（公媽廳）與左右次間，明間的神龕為作主要的祭祀空間，而左右次間過去分別祭祀土地公與祖先牌位。其屋瓦使用黑色仰合瓦，屋頂為懸山頂，屋脊則為大脊。整體彩繪裝飾並不多，主要以素色髹漆處理，不過步口與明間的瓜柱、樑坊仍有幾幅落款日昭和癸酉年（1933年）南式彩繪。

## 其他
日治後期因受到寺廟整理運動的影響，三間厝全安宮曾將兩尊玄天上帝神像藏在沈氏宗祠內，直到二次大戰後才迎回全安宮內:2-19。